# Cmentarz żydowski w Warszawie (Radość)

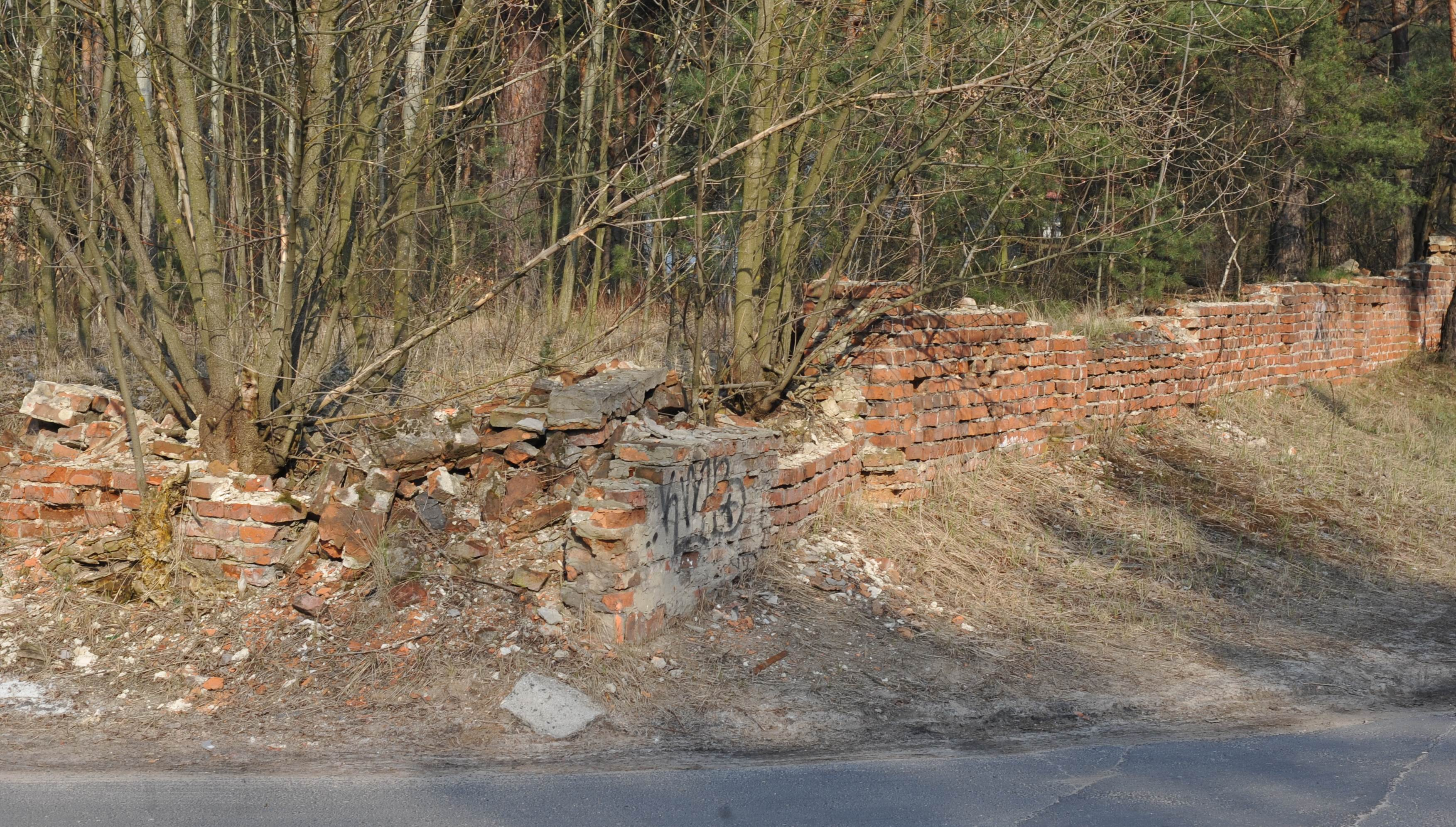
Resztki muru otaczającego cmentarz

Cmentarz żydowski w Radości – nieczynna obecnie nekropolia znajdująca się w Warszawie, na osiedlu Radość, u zbiegu ulic Izbickiej i Kwitnącej Akacji. Cmentarz zajmuje powierzchnię ok. 1 ha.

## Opis
Cmentarz został założony na początku XX wieku i służył żydowskiej ludności Radości, Falenicy i innych pobliskich miejscowości. W latach 30. zapełnił się grobami i w 1937 zaprzestano pochówków (zmarłych zaczęto chować na cmentarzu w pobliskim Aleksandrowie).
Podczas II wojny światowej Niemcy zdewastowali cmentarz, a nagrobki wykorzystali do prac budowlanych.
Nekropolia znajduje się w fatalnym stanie. Zachowały się jedynie 4 nagrobki, z których najstarszy pochodzi z 1924. Całość otacza rozsypujący się ceglany mur.